# Hywaly Babaýew
Hywaly Babaýew (ros. Хивали Бабаев, ur. 1902 w aule Gazanjyk w obwodzie zakaspijskim, zm. 30 sierpnia 1941 w Aszchabadzie) – radziecki i turkmeński polityk, przewodniczący Prezydium Rady Najwyższej Turkmeńskiej SRR (1938-1941).

## Życiorys
Od 1926 w WKP(b), sekretarz odpowiedzialny rejonowego komitetu Komsomołu Turkmenistanu, kierownik wydziału Związku Spółdzielni, 1930 kierownik sektora i członek prezydium związku spółdzielni "Türkmenbirleşig", 1932-1933 kierownik turkmeńskiego republikańskiego biura "Zagotskot", 1934-1937 studiował na Komunistycznym Uniwersytecie. W 1934 szef wydziału zarządu "Gaudakstroj", od 2 marca do 24 lipca 1938 przewodniczący Centralnego Komitetu Wykonawczego Turkmeńskiej SRR, następnie przewodniczący Prezydium Rady Najwyższej Turkmeńskiej SRR. 23 listopada 1939 odznaczony Orderem Czerwonego Sztandaru Pracy. Zginął tragicznie w Aszchabadzie.